# カインズモール大平
カインズモール大平（カインズモールおおひら）は、栃木県栃木市に所在する、カインズより運営されているネイバーフッド型ショッピングセンター（NSC）。

## 概要
- 所在地 - 栃木県栃木市大平町下皆川700
- 敷地面積 - 64,330m2
- 店舗面積 - 14,721m2

## 沿革
- 2008年（平成20年）
  - 5月14日 - カインズホーム大平店オープン
  - 5月15日 - ベイシアスーパーセンター大平モール店オープン
  - 5月16日 - オートアールズ大平モール店、ベイシア電器大平モール店オープン
- 2019年（令和元年）
  - 10月12日 令和元年東日本台風（台風19号）で浸水被害が発生し各店舗休業へ
  - 12月13日 オートアールズ大平モール店営業再開[1]
  - 12月14日 カインズ大平店は14日仮営業再開し18日より本格営業へ、ベイシア大平モール店は14日食品売り場のみの仮オープンし本格営業は2020年1月下旬を目指す[1]。

## 商圏
- 栃木市

## テナント
- ベイシアスーパーセンター大平モール店
  - Let's大平店
  - 御菓司蛸屋大平店
  - 伊藤園茶十徳大平店
  - うさちゃんクリーニング大平店
- カインズ大平店
  - カインズキッチン大平店
  - mills（ミルズ）大平店
  - あそびのくに大平店
  - JAしもつけ農産物大平モール直売所
  - ジェイ・クエスト大平店
- オートアールズ大平モール店

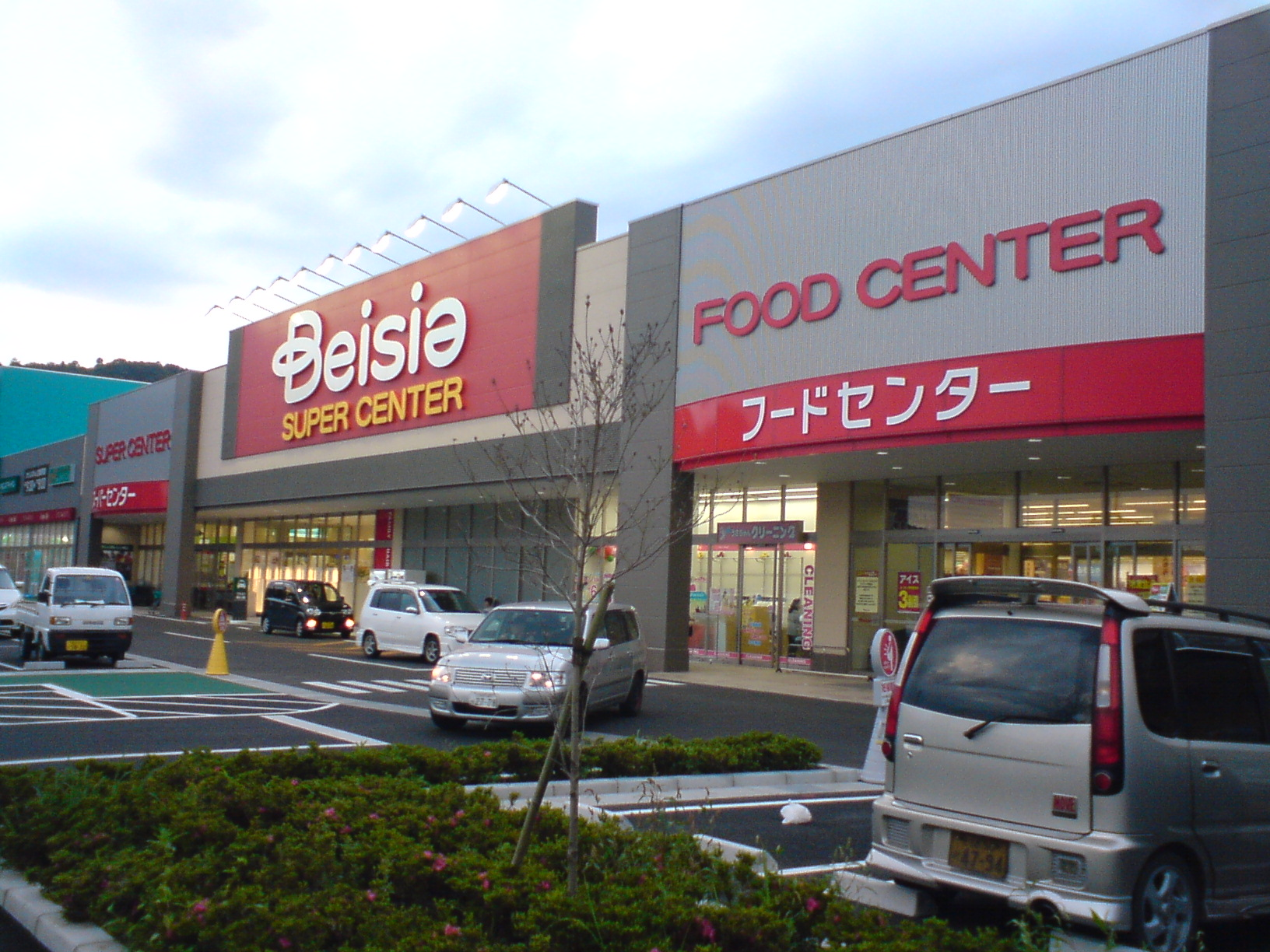
ベイシアスーパーセンター外観
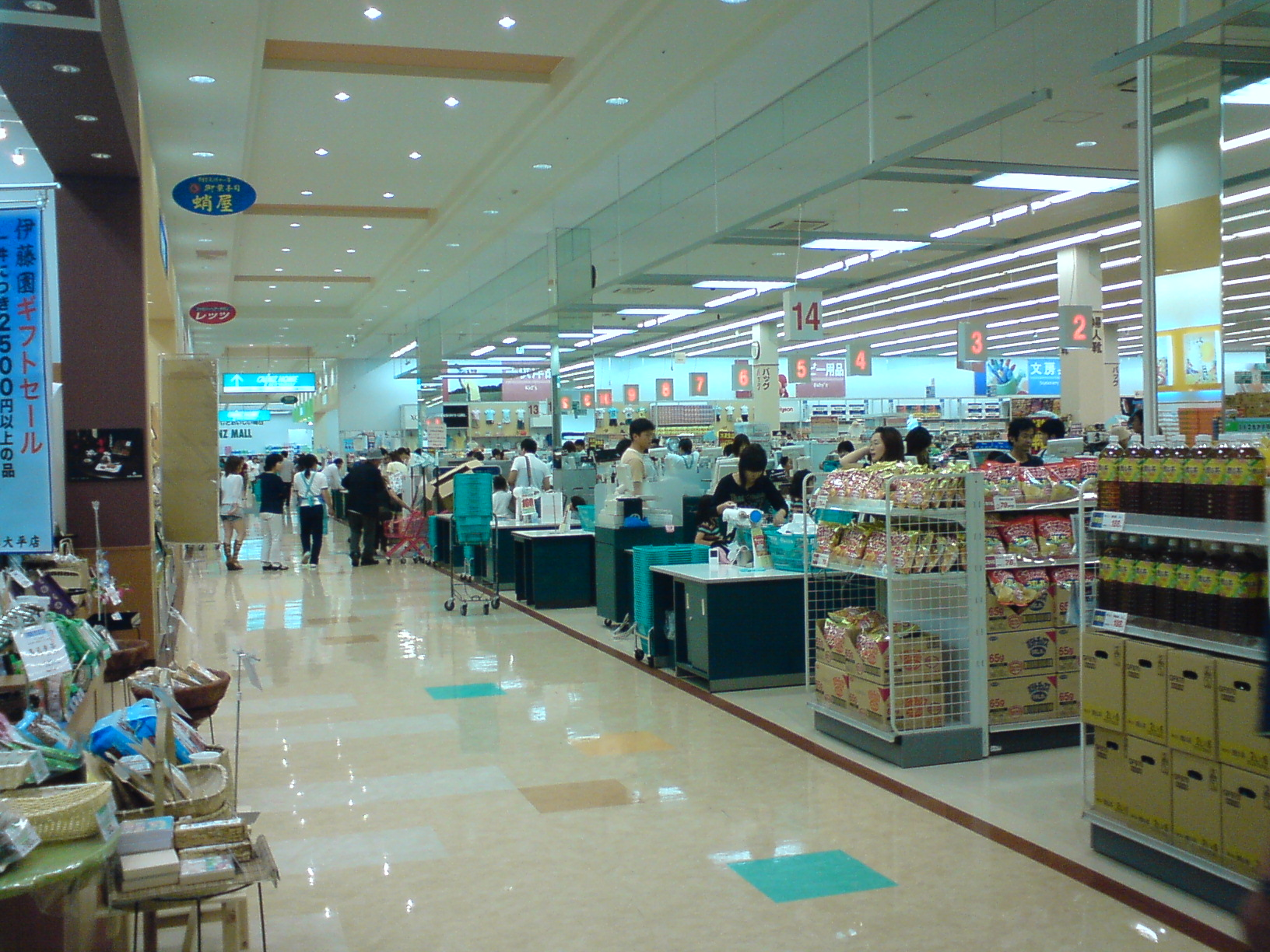
ベイシアスーパーセンター店舗内
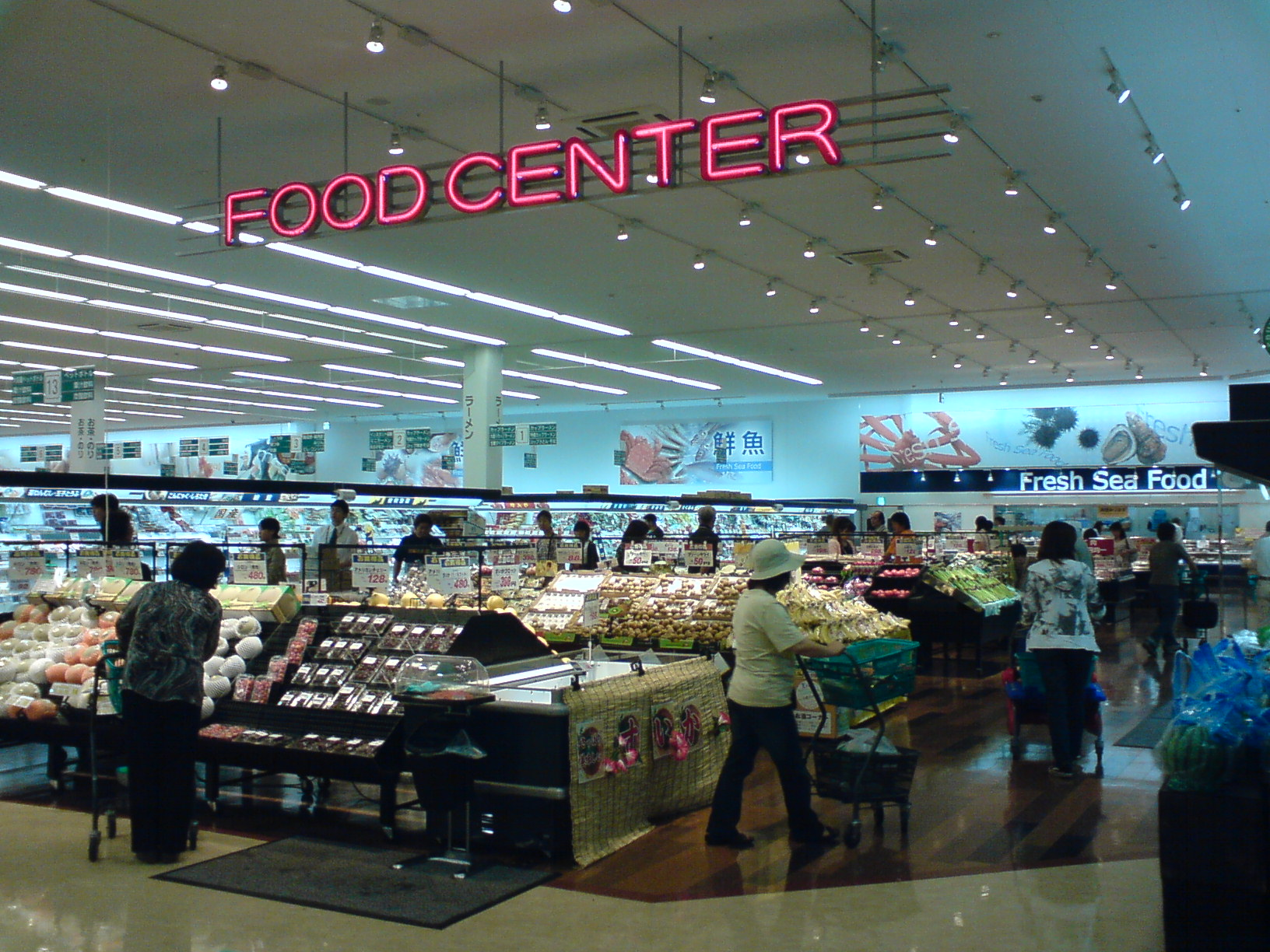
フードセンター
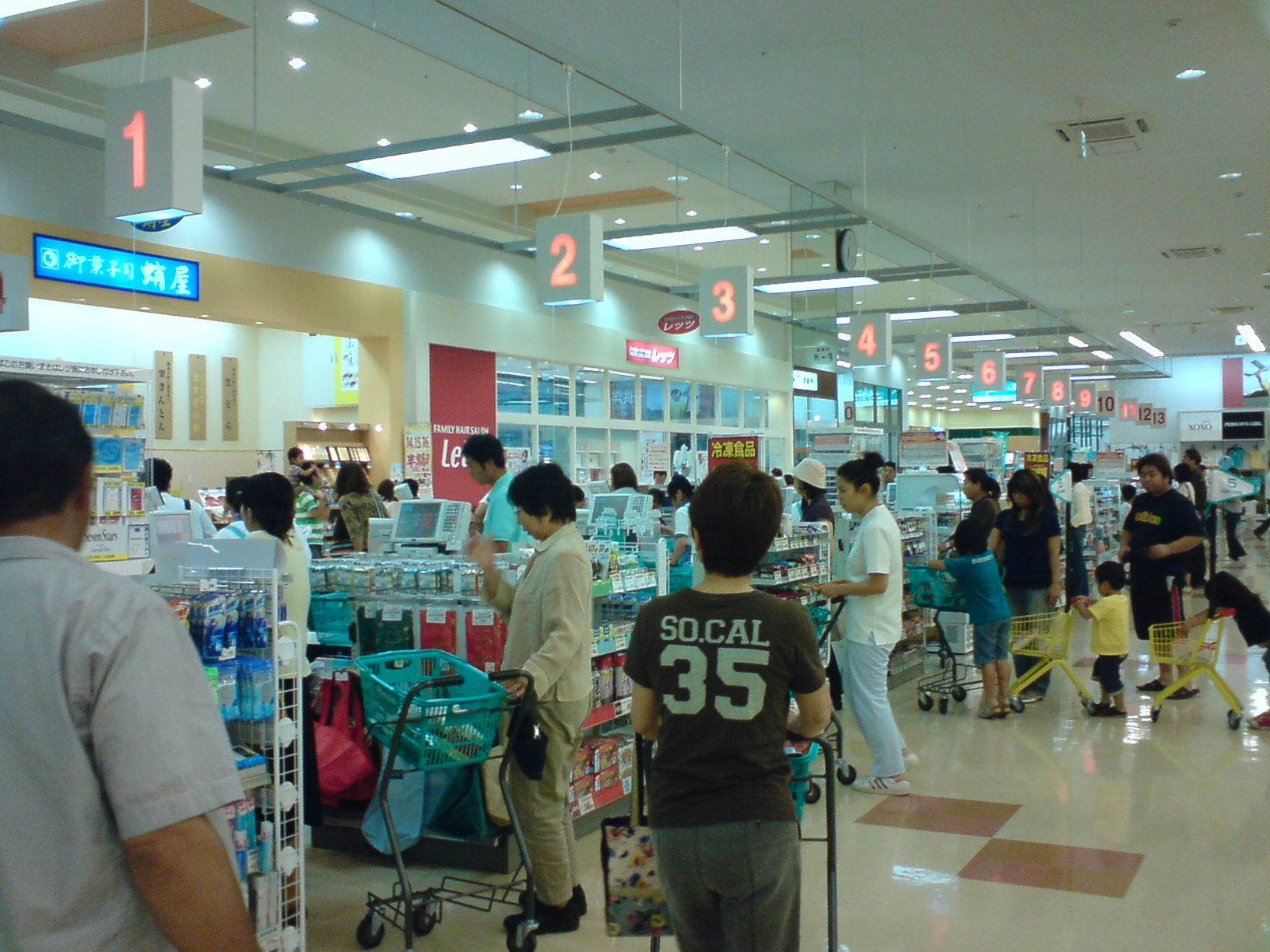
レジ

## 周辺施設
- JR両毛線大平下駅
- 東武鉄道日光線新大平下駅
- 和光メガネ大平店
- 臼井産婦人科
- 川連天満宮
- パルスオーヒラ
- ライブガーデン大平
- プライム21ウェーブ大平店
- ガーデンハウス花水木
- 大平町ぶどう団地

## 関連店舗
- ベイシア大平店
- カインズ栃木店